# El Santuario, Chiapas
El Santuario är en ort i Mexiko.   Den ligger i kommunen Teopisca och delstaten Chiapas, i den sydöstra delen av landet, 800 km öster om huvudstaden Mexico City. El Santuario ligger 2 016 meter över havet och antalet invånare är 188.
Terrängen runt El Santuario är kuperad åt sydost, men åt nordväst är den bergig. Runt El Santuario är det ganska tätbefolkat, med 104 invånare per kvadratkilometer. Närmaste större samhälle är Teopisca, 6,8 km sydost om El Santuario. I omgivningarna runt El Santuario växer huvudsakligen savannskog.